# Hans Reinhardt (Politiker)
Hans Paul Reinhardt (* 4. November 1920 in Siegen; † 29. Oktober 1998 ebd.) war ein deutscher SPD-Landes- und Kommunalpolitiker und Bürgermeister der Stadt Siegen.

## Leben
Nach dem Oberschulbesuch und einer Verwaltungslehre bei der Stadt Siegen, bei der er seit 1938 beschäftigt war, war Reinhardt von 1967 über eine zwölfjährige Wahlperiode bis 1979 Beigeordneter für Soziales und Wirtschaftsförderung der Stadt Siegen.
Reinhardt war in der Sozialdemokratischen Partei zeitweilig Vorsitzender des SPD-Stadtverbandes Siegen und stellvertretender Vorsitzender des SPD-Unterbezirkes Siegen-Wittgenstein.
Vom 21. Juli 1962 bis 27. Mai 1975 gehörte Reinhardt in der 5. Wahlperiode, gewählt im Wahlkreis 128 (Siegen-Stadt und Siegen-Land-West), und in der 6. und 7. Wahlperiode aus dem Wahlkreis 131 Siegen-Stadt – Siegen-Land I) dem Landtag von Nordrhein-Westfalen als Abgeordneter an. Der Verbandsversammlung des Landschaftsverbandes Westfalen-Lippe gehörte Reinhardt von 1960 bis 1961 und von 1969 bis 1970 an.
Für den Landtag konnte Reinhardt im Jahr 1975 wegen seiner gleichzeitigen, von 1967 bis 1979 währenden Beigeordneten-Tätigkeit bei der Stadt Siegen aufgrund des Gesetzes über die Unvereinbarkeit von Amt und Mandat (Inkombatibilitätsgesetz NRW 1972) nicht mehr kandidieren.
Nach der Kommunalwahl 1979 wurde Reinhardt am 17. Oktober 1979 mit dem Wegfall der Amtsbezeichnung Oberbürgermeister für die große kreisangehörige Stadt Siegen zum ersten Bürgermeister der Stadt Siegen gewählt. Nach der Kommunalwahl 1984 wurde Reinhardt im Bürgermeisteramt wiedergewählt, das er bis Ende der Wahlperiode, am 18. Oktober 1989, ausübte.
Reinhardt gehörte dem rechten Flügel seiner Partei an. Nachdem im Jahr 1968 der Siegener Alfons Groß, vormaliger Hauptscharführer der Waffen-SS, im Mauthausen-Gusen-Prozess vom Landgericht Hagen wegen eines Tötungsverbrechens zu mehrjähriger Haft verurteilt worden war, intervenierte Reinhardt gemeinsam mit dem MdB der SPD Hermann Schmidt mit dem Ziel einer Begnadigung von Groß, die der Justizminister, ihr Parteifreund Josef Neuberger, jedoch ablehnte. Im Januar 1988 trat Reinhardt aufgrund der Zustimmung einer Mehrheit in der SPD zur Errichtung einer ersten Gesamtschule in Siegen aus der Stadtratsfraktion und aus der Partei aus. Ihm folgten drei weitere Ratsmitglieder der SPD, die dadurch ihre Ratsmehrheit verlor. Man gründete zusammen die Wählergruppe Hans Reinhardt und nannte sich zunächst „Fraktion der Vernunft“. Reinhardt blieb auch ohne Wählermehrheit bis zum Ende der Wahlperiode 1989 im Amt des Bürgermeisters.
Bei der Kommunalwahl 1989 zum Rat der Stadt Siegen erreichte Reinhardt mit der neugegründeten Wahlliste der Unabhängigen Wählergemeinschaft (UWG) 14,4 Prozent der Stimmen und 10 Ratsmandate. Die SPD verlor dadurch ihre bei der Kommunalwahl 1984 erlangte relative Mehrheit. Reinhardt zog sich bereits im Jahr 1990 aus der Siegener Kommunalpolitik zurück und trat später auch aus der UWG wieder aus.
Als Landes- und Kommunalpolitiker engagierte sich Reinhardt in besonderer Weise für die Belange behinderter Menschen, indem er sich für die Errichtung von Schulen und Werkstätten für Behinderte und für deren Betreuung einsetzte. Auf Mitinitiative von Reinhardt wurde die Schulpflicht für geistig behinderte Menschen in Nordrhein-Westfalen eingeführt.
Reinhardt war im Jahr 1965 Vorsitzender des Sonderausschusses des nordrhein-westfälischen Landtages zur Beratung eines Gesetzes über die Beschulung und Betreuung geistig behinderter Menschen; von 1967 bis 1970 war er Vorsitzender der vom Landtag eingesetzten Kommission zur Behandlung von Fragen zur Betreuung und Beschulung geistig und körperlich Behinderter und von 1972 bis 1975 Vorsitzender der Arbeitsgruppe Bildungsbeihilfen für geistig Behinderte im NRW-Landtag. Er gehörte dem Gründungsvorstand des Landesverbandes Nordrhein-Westfalen der Lebenshilfe an und war dort von 1964 bis 1967 deren 2. Vorsitzender.
Außerdem war Reinhardt in den Jahren 1963 bis 1988 Vorsitzender des Kreisverbandes Siegen-Wittgenstein der Arbeiterwohlfahrt. Nach ihm wurde im Jahr 2001 die in der Trägerschaft der AWO geführte Hans-Reinhardt-Schule für behinderte Menschen in Siegen benannt. In den 1980er Jahren war er Vorsitzender des Verwaltungsrats der zusammengeschlossenen Stadtsparkassen Siegen, Eiserfeld und Weidenau.
Daneben widmete er sich als Vorsitzender des Siegerländer Burgenvereins dem Erhalt und dem Ausbau der Wasserburg Hainchen und der Ginsburg historischen Bauwerken im Siegerland.
In den Jahren 1994 bis 1996 war Reinhardt Vorsitzender des Siegerländer Heimat- und Geschichtsvereins.